# Remslaapgedragsstoornis
Remslaapgedragsstoornis, in het Engels rapid eye movement sleep behavior disorder en afgekort tot RBD, is een zogenaamde parasomnie, een soort slaapstoornis, waarbij iemand abnormaal gedrag vertoont tijdens de remslaap. De belangrijkste stoornis is het ontbreken van atonie in de spieren. Bij gezonde personen worden de spieren tijdens de remslaap verlamd om te voorkomen dat mensen hun dromen uitvoeren. Bij mensen met remslaapgedragsstoornis ontbreekt deze verlamming, waardoor ze allerlei gedragingen uitvoeren in hun slaap. In sommige gevallen kan iemand agressief gedrag vertonen en dat kan gevaarlijk zijn voor de patiënt of zijn/haar bedpartner.
Remslaapgedragsstoornis komt niet alleen bij mensen, maar ook bij dieren voor. Vooral bij honden wordt RBD waargenomen.

## Symptomen
Iemand met RBD voert zijn of haar dromen uit. De handelingen bestaan vaak uit schoppen, schreeuwen, slaan, grijpen en zelfs uit bed springen. Wanneer ze uit hun slaap worden gehaald, kunnen de patiënten zich hun droom vaak wel herinneren, maar weten ze niet dat ze hebben bewogen. In een normale slaapcyclus komt remslaap voor in intervallen van tussen de 90 minuten en 2 uur, wat betekent dat RBD zich tot wel vier keer per nacht kan uiten. De episoden komen vaker voor in de ochtend omdat remslaap meer voorkomt in de vroege uren.

## Behandeling
RBD is behandelbaar; er wordt vaak gekozen om medicijnen voor te schrijven. Een lage dosis clonazepam werkt in 90% van de gevallen. Het precieze mechanisme achter de werking van dit medicijn bij RBD is niet duidelijk, maar gedacht wordt dat het de spieractiviteit onderdrukt.

## Epidemiologie
Remslaapgedragsstoornis komt naar schatting bij ongeveer 0,5% van de mensen tussen de 15 en 100 jaar voor, dat wil zeggen: 1 op de 200 mensen. Het treft meer mannen dan vrouwen: slechts ongeveer één tiende van de patiënten is vrouw. Het is mogelijk dat remslaapgedragsstoornis bij mannen vaker wordt vastgesteld omdat agressief gedrag bij mannen eerder tot verwondingen leidt dan bij vrouwen. Het is ook mogelijk dat genetische factoren een rol spelen.  De gemiddelde leeftijd waarop RBD wordt vastgesteld is 60 jaar.
Narcolepsie is een verwante stoornis, aangezien zowel narcolepsie als RBD voortkomen uit een ontregeling van controlemechanismen tijdens de slaap. RBD is vastgesteld na beroertes en hersentumoren in de hersenstam, wat erop duidt dat beschadiging aan de hersenstam RBD kan veroorzaken. RBD is meestal chronisch, maar het kan ook optreden als gevolg van medicijngebruik of ontwenning, met name in het geval van alcoholverslaving.